# Stéphane Grappelli
Stéphane Grappelli (Paris, 26 de janeiro de 1908 — Paris, 1 de dezembro de 1997) foi um violinista de jazz francês.

## Biografia
Filho do marquês Ernesto Grappelli e Anna Emilie Hanoque, foi encaminhado a um orfanato após a morte de sua mãe quando tinha apenas quatro anos e seu pai foi combater na Primeira Guerra Mundial.
Começou seus estudos de violino aos 12 anos de idade e estudou no Conservatório de Paris estudando piano, entre 1924 e 1928.
Fundou o Quintette du Hot Club de France com Django Reinhardt, que durou de 1934 até 1939.
Em 1940, Grappelli começou a sua parceria com o pianista inglês George Shearing e manteve colaborações com Django, esporadicamente até a sua morte em 1953.
Após a guerra, ele aparece em centenas de gravações incluindo o pianista Oscar Peterson, o violinista Jean-Luc Ponty, vibrafonista Gary Burton, o cantor pop Paul Simon, o bandolinista David Grisman, o violinista clássico Yehudi Menuhin, o maestro André Previn, e o violinista Mark O'Connor. Também colaborou com o guitarrista britânico Diz Disley, gravando 13 álbuns com seu trio. Também colaborou com o renomado guitarrista britânico Martin Taylor. Em suas parcerias mundo afora, Grappelli também gravou com o ilustre Baden Powell. Tocou Violino na música Wish You Were Here, no álbum do mesmo nome, da banda britânica Pink Floyd, mas a música não foi aproveitada na edição final do álbum. Essa versão aparece no segundo CD do box Wish You Were Here - Immersion, lançado em 2011.

## Discografia
- 1940 1935-1940
- 1943 1941-1943
- 1958 Improvisations
- 1969 Limehouse Blues
- 1969 Meets Barney Kessel
- 1971 Afternoon in Paris
- 1973 I Got Rhythm
- 1973 Just One of Those Things
- 1973 Stardust
- 1974 The Giants
- 1979 Young Django
- 1981 Vintage 1981
- 1985 Together at Last
- 1990 One on One: with McCoy Tyner
- 1992 Stephane Grappelli & Michel Legrand
- 1992 Anything Goes: with Yo Yo Ma
- 1995 Live at the Blue Note
- 1997 Celebrating Grappelli